# Oberweißbach
Oberweißbach (ou Oberweißbach/Thüringer Wald) é uma localidade e antigo município da Alemanha localizada no distrito de Saalfeld-Rudolstadt, estado da Turíngia. Desde 1 de janeiro de 2019, forma parte do município de Schwarzatal.
A cidade de Oberweißbach é membro e sede do Verwaltungsgemeinschaft (plural: Verwaltungsgemeinschaften - português: corporações ou corpos administrativos centrais) de Bergbahnregion/Schwarzatal.

## Cidadãos notórios
- Friedrich Fröbel (1782 — 1852, pedagogo)